# Рифът на делфините
„Рифът на делфините“ (на английски: Dolphin Reef) е американски документален филм за природата от 2020 г. за делфините на режисьора Алистър Фотъргил и Кийт Шоли, разказан от Натали Портман. Това е четиринадесетият филм под етикета Disneynature. Филмът е пуснат театрално на 28 март 2020 г. във Франция под заглавието „Синьо“, с актрисата Сесил де Франс, която е диктор във френската версия.
Оригинално е насрочен да бъде театрално пуснат на 20 април 2018 г. в Съединените щати под заглавието „Делфини“ с диктор Оуен Уилсън, но е потвърдено, че ще бъде премахнат от театралния календар в седмицата на излизане. Тогава беше обявено, че филмът ще бъде пуснат при стартирането на Дисни+, което го прави първият филм на Disneynature да бъде пуснат ексклузивно в стрийминг платформата в Съединените щати, с разказването на Натали Портман, но Дисни+ пусна без „Рифът на делфините“, което е достъпен за гледане.
Филмът е пуснат, заедно със „Слонът“, във Дисни+ на 3 април 2020 г.